# Cheongdam-dong sar-a-yo
Cheongdam-dong sar-a-yo (hangŭl: 청담동 살아요; titolo internazionale I Live in Cheongdam-dong) è una serie televisiva sudcoreana trasmessa su JTBC dal 5 dicembre 2011 al 3 agosto 2012.

## Trama
Hye-ja, insieme alla figlia Ji-eun, abbandona il quartiere povero in cui ha vissuto sessant'anni e si trasferisce a Cheongdam-dong aspettandosi una vita nel lusso, ritrovandosi, però, in una piccola casa a due piani. Decide quindi di aprire un negozio di fumetti al primo piano e di affittare alcune camere nel secondo piano.

## Personaggi
- Kim Hye-ja, interpretata da Kim Hye-ja.
È la protagonista e ha 62 anni.
- Oh Ji-eun, interpretata da Oh Ji-eun.
È la figlia di Hye-ja.
- Hyun Woo, interpretato da Hyun Woo.
- Lee Sang-yeob, interpretato da Lee Sang-yeob.
- Kim Bo-hee, interpretata da Lee Bo-hee.
È la sorella di Hye-ja.
- Seo Seung-hyun, interpretata da Seo Seung-hyun.
È un ex compagno di scuola di Hye-ja.
- Kim Woo-hyeon, interpretato da Kim Woo-hyeon.
È la sorella più giovane di Hye-ja.
- Choi Moo-sung, interpretato da Choi Moo-sung.
È un chirurgo plastico.
- Hwang Jung-min, interpretata da Hwang Jung-min.
È uno chef.
- Jo Kwan-woo, interpretato da Jo Kwan-woo.
È l'agente del gruppo musicale Cheongdam Invincible.
- Park Sang-hoon, interpretato da Oh Sang-hoon.
- Kim Bo-ra, interpretata da Song Ji-in.
- Park Soon-ae, interpretata da Shin Yun-sook.
- Yoon Bo-hyun, interpretato da Yoon Bo-hyun.